# Dornier Do P.247
De Do P.247 is een project voor een jachtvliegtuig/jachtbommenwerper dat werd ontwikkeld door de Duitse vliegtuigbouwer Dornier.

## Ontwikkeling
Het ontwerp was voor het grootste gedeelte gelijk aan en gebaseerd op de Dornier Do 335, maar men had de motor in de rompneus laten vervallen. Men maakte alleen gebruik van de motor in de romp, achter de cockpit. Men maakte gebruik van een vloeistofgekoelde Junkers Jumo 213J-twaalfcilinder-lijnmotor en deze dreef de propeller achter de staartsectie aan via een lange as. De propeller had een diameter van 3 m. De luchtinlaten voor de motor waren in de vleugelwortels aangebracht. De motor was voorzien van een MW50-injectiesysteem voor het tijdelijk verhogen van het vermogen. De brandstof was ondergebracht in een beschermde en onbeschermde brandstoftanks in de romp en vleugels en bedroeg in totaal 1.300 lt.
Men wilde tijdens de productie van een groot deel van de onderdelen van de Do 335 gebruik gaan maken om zo het ontwikkel- en productieproces te kunnen verkorten.
De vleugels waren laag tegen de rompzijkant geplaatst en waren voorzien van een pijlstand van 28 graden. De cockpit was in de rompneus geplaatst, voor de vleugelvoorrand. De piloot beschikte over een uitstekend zichtveld. De staartsectie had een kruisvorm om op die manier de propeller te kunnen beschermen tijdens start en landing. Er was een neuswiellandingsgestel aangebracht.
De bewapening bestond uit drie 30mm-MK108-kanonnen in het bovenste deel van de rompneus.

## Uitvoeringen
Er waren in totaal zes uitvoeringen gepland, die hoofdzakelijk verschilden in het type motor dat werd gebruikt.

### Do P.247/1
Dit was een uitvoering voor een jachtbommenwerper/zwaar jachtvliegtuig. Het was voorzien van een vloeistofgekoelde Junkers Jumo 213T twaalfcilinderlijnmotor.
Door de oorlogssituatie kwam het project niet verder dan de tekentafel.

### Technische specificaties
- Spanwijdte: 12 m.
- Lengte: 12,06 m.
- Hoogte: 4,40 m.
- Vleugeloppervlak: 25 m².
- Startgewicht: 6.000 – 6.200 kg.
- Maximumsnelheid: 835 km/uur.